# Anghebeni
Anghebeni è una frazione del comune di Vallarsa, in provincia di Trento.

## Etimologia

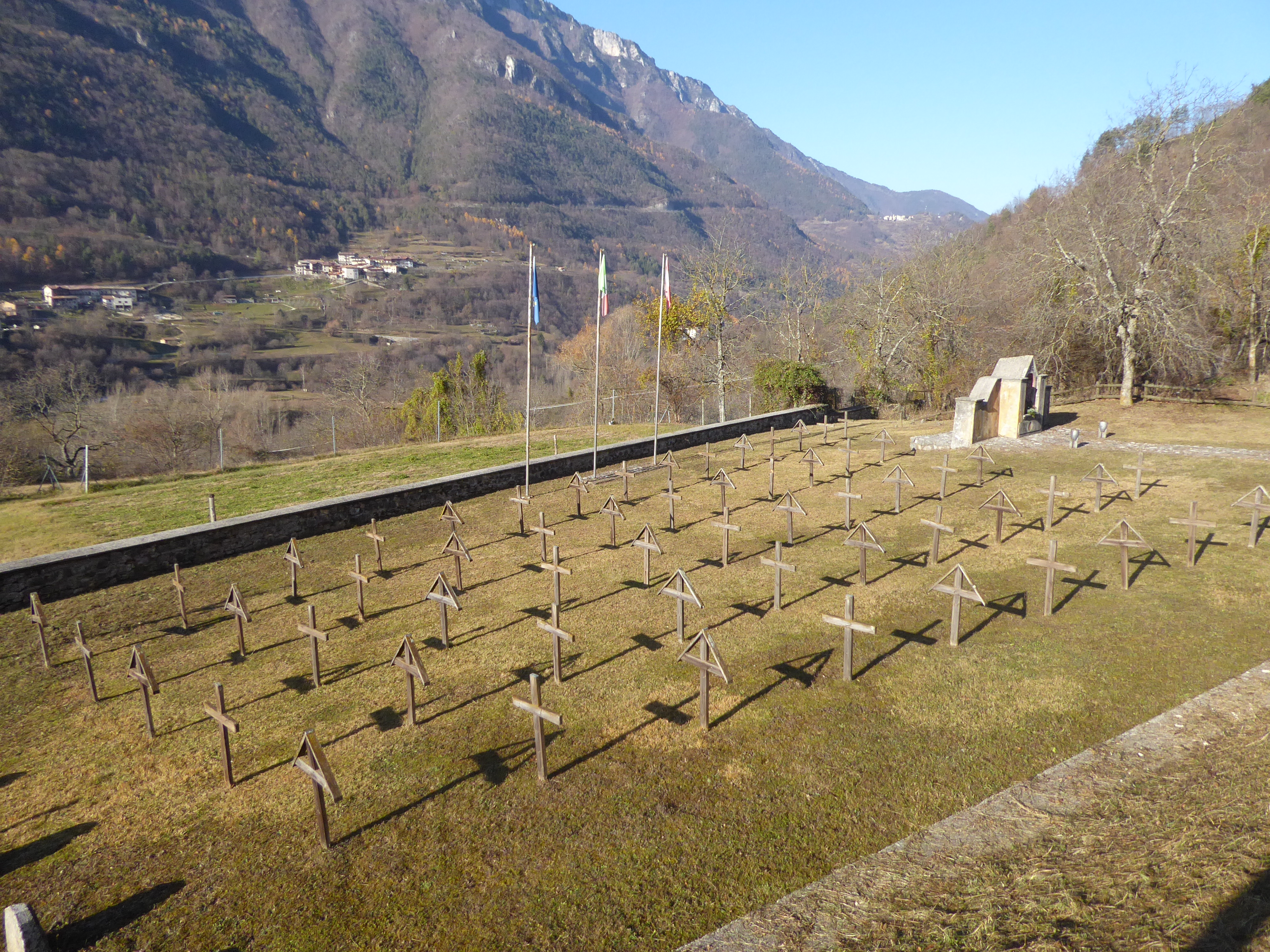
L'ex cimitero militare

Il nome di Anghebeni deriva dai termini tedeschi (l)ang, che vuol dire "lunga", ed eben, che vuol dire "pianura".

## Storia
Sulla nascita di questo paese non si conoscono molte notizie, ma si sa che anticamente non era situato dove è attualmente. Nella sua periferia è collocato un vecchio capitello parzialmente distrutto dalla guerra e dal tempo e su cui è nata una leggenda. Essa narra che il vecchio paese fu spazzato via dalla piena del rio Foxi, un corso d'acqua che scorre vicino alla frazione. Di tutti gli abitanti si salvò solo una donna di cognome Sartori, che pian piano formò una famiglia e ricostruì il nuovo paese più in alto, ai piedi del monte Trappola. C'è un'altra ipotesi, più accreditata che parla di una peste che fece spostare l'intera popolazione. 

## Monumenti e luoghi d'interesse

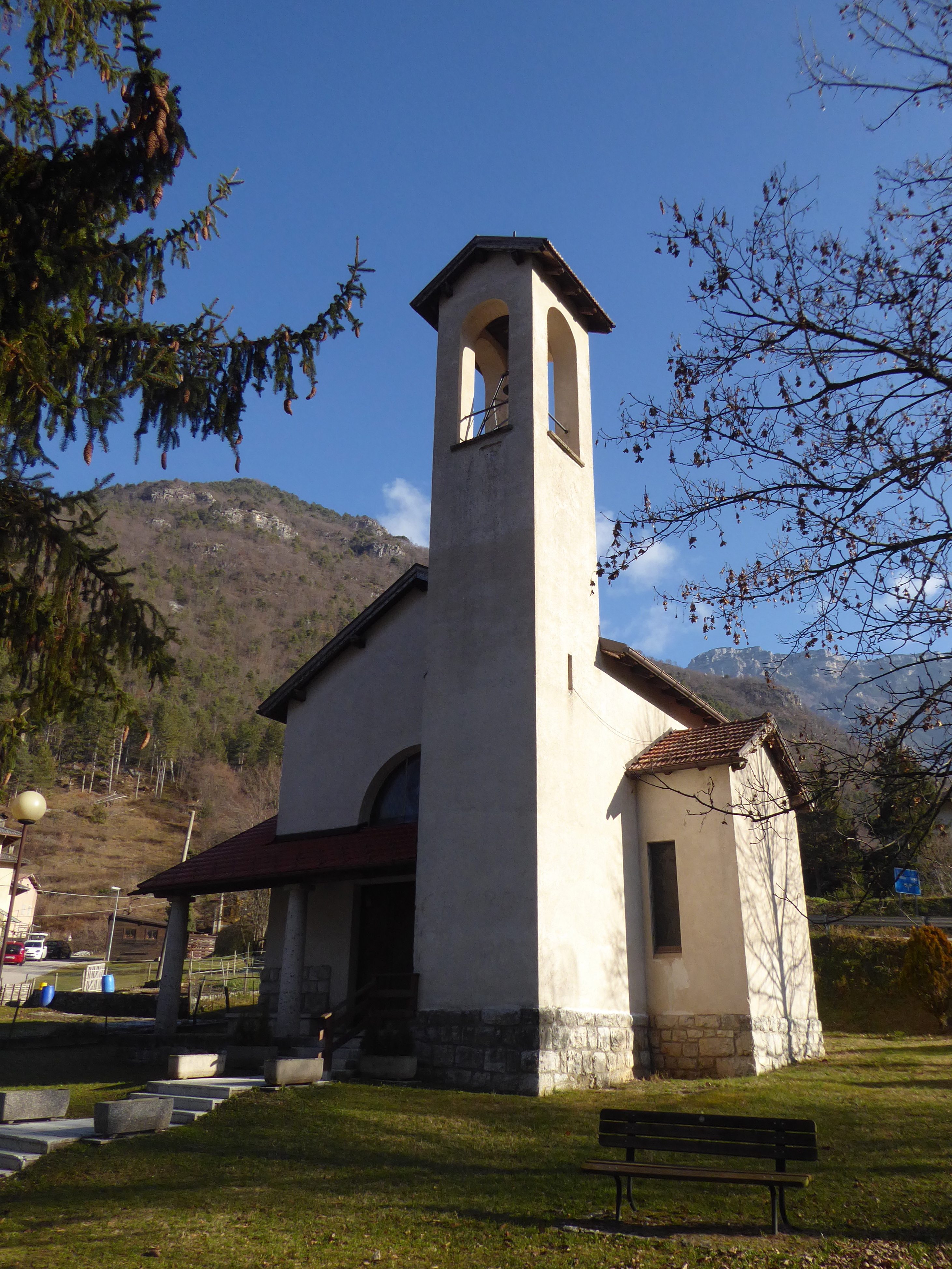
La chiesa dell'Ausiliatrice e di San Giuseppe, costruita tra il XIX e il XX secolo

Nella parte più a valle è situato l'ex cimitero militare italiano e austro-ungarico, dove erano sepolti i soldati caduti durante la prima guerra mondiale sulle montagne della zona. Finita la guerra le salme dei militari sono stati traslate al sacrario militare del Pasubio. Recentemente, dopo molti anni di abbandono, il cimitero e le sue strutture sono state recuperate grazie all'aiuto dagli alpini, che lo hanno inaugurato nell'anno 1998.

## Manifestazioni ed eventi
Annualmente si festeggia, il 24 maggio, Madonna Ausiliatrice. Questa ricorrenza è importante per tutti gli abitanti del paese, perché oltre ad essere la festa matrona della chiesetta del paese è anche un momento di convivialità.